# ESO travel
ESO travel a.s. je česká cestovní kancelář, která se specializuje na exotickou dovolenou do vzdálených destinací. Historie firmy sahá do roku 1994, kdy byla založena společnost AGENTURA ESO. V současné době vlastní ESO travel její generální ředitel Tomáš Cikán.

## Historie
Firma byla založena v roce 1994, a to jako cestovní kancelář se zaměřením na jihovýchodní Asii. O 3 roky později však nabízela zájezdy na všech 5 kontinentů. V roce 2002 navázala spolupráci s CK Čedok, který později za 10 milionů korun koupil 50% majetkový podíl. V roce 2005 pak byla cestovní kancelář vyhlášena mezi „Českých 100 nejlepších firem“.
V roce 2007 získala v anketách TTG celkem 5 ocenění, a to 2. místo v hlavní kategorii o nejlepší CK, 1. místo v kategorii Nejlepší touroperátor na Ameriku, 2. místo v kategoriích Nejlepší touroperátor na Asii a Nejlepší CK na incentivu a 3. místo v kategorii Nejlepší touroperátor na Afriku. Obrat společnosti poprvé překonal hranici půl miliardy korun. V roce 2008 pak získala 1. místo v kategorii Nejlepší touroperátor na Asii, 2. místo v kategorii nejlepší touroperátor na Ameriku a 3. místo v kategorii nejlepší cestovní kancelář na incentivu, také získala ocenění Friends of Thailand. 
O další rok později vyhrála v anketě TTG opět 4 ceny. Tomáš Cikán jednal o prodeji svého podílu švýcarské firmě Kuoni. Od roku 2010 vydává jako třetí v celé Evropě katalog pro gay klientelu, a to pod samostatnou značkou PinkGO. V roce 2011 pak přišla s produktem Cesta kolem světa vlastním letadlem. V témže roce jednal Tomáš Cikán o podílu skupině KKCG. O další dva roky později byl Tomáš Cikán uveden do síně slávy TTG Travel Awards ČR. V roce 2016 pak odkoupil polovinu akcií od Čedoku a stal se tak znovu stoprocetním vlastníkem.
ESO travel je také od roku 2008 partnerem udílení cen Česká Miss.

## Ocenění
ESO travel se pravidelně umisťuje v žebříčku TTG Awards, ve které hlasují profesionálové z cestovního ruchu.[zdroj?] Kromě toho se také pravidelně umisťuje v Českých 100 nejlepších firem v týdeníku EURO.

### Rok 2007
- 1. místo Nejlepší touroperátor pro Asii
- 1. místo Nejlepší touroperátor pro Ameriku
- 2. místo Nejlepší cestovní kancelář
- 2. místo Nejlepší incentivní agentura
- 3. místo Nejlepší touroperátor pro Afriku a Střední východ

### Rok 2008
- 1. místo Nejlepší touroperátor pro Asii
- 2. místo Nejlepší touroperátor pro Ameriku
- 3. místo Nejlepší incentivní agentura

### Rok 2009
- 1. místo Nejlepší touroperátor pro Asii
- 1. místo Nejlepší touroperátor pro Ameriku
- 2. místo Nejlepší cestovní kancelář
- 2. místo Nejlepší incentivní agentura

### Rok 2010
- 1. místo Nejlepší touroperátor pro Asii
- 1. místo Nejlepší touroperátor pro Ameriku
- 2. místo Nejlepší cestovní kancelář
- 3. místo Nejlepší incentivní agentura.
- 3. místo Nejlepší touroperátor pro Afriku a Střední východ

### Rok 2011
- 1. místo Nejlepší touroperátor pro Asii
- 1. místo Nejlepší touroperátor pro Ameriku
- 2. místo Nejlepší cestovní kancelář
- 2. místo Nejlepší touroperátor pro Afriku a Střední východ

### Rok 2012
- 1. místo Nejlepší touroperátor pro Asii, Austrálii a Oceánii
- 1. místo Nejlepší touroperátor pro subsaharskou Afriku
- 2. místo Nejlepší touroperátor pro Ameriku
- 3. místo Nejlepší cestovní kancelář pro cestování za kulturou, památkami a dobrodružstvím

### Rok 2013
- 1. místo Nejlepší cestovní kancelář pro Asii, Austrálii a Oceánii
- 2. místo Nejlepší cestovní kancelář pro Ameriku
- 3. místo Nejlepší cestovní kancelář pro subsaharskou Afriku
- 4. místo Nejlepší cestovní kancelář pro cestování za kulturou, památkami a dobrodružstvím

### Rok 2014
- 2. místo Nejlepší cestovní kancelář pro cestování za kulturou, památkami a dobrodružstvím